# IJslandse presidentsverkiezingen 2012
De IJslandse presidentsverkiezingen van 2012 werden gehouden op zaterdag 30 juni 2012.

## Kandidaten
Er waren zes kandidaten voor het presidentschap. Dit is ongewoon: bij de meeste voorgaande verkiezingen waarbij een zitten president zich herverkiesbaar stelde, waren er geen tegenkandidaten, waardoor de verkiezingen niet doorgingen. Grímsson zat reeds zestien jaar in het zadel. Met een nieuw mandaat van vier jaar zou hij de langst zittende IJslandse president in de geschiedenis worden.
- Ólafur Ragnar Grímsson: de zittende president gaf aanvankelijk aan zich niet kandidaat te zullen stellen voor een nieuwe termijn. Maar op 3 maart 2012 meldde de zittende president, die al sinds 1996 aan de macht is, toch te zullen deelnemen aan de presidentsverkiezingen, nadat hij een petitie had ontvangen met 30.000 handtekeningen om hem te vragen zich herverkiesbaar te stellen.
- Ari Trausti Guðmundsson: de schrijver en voormalig lid van de IJslandse Communistische Partij kwam nu als onafhankelijk kandidaat op.
- Hannes Bjarnason: de boer leefde veertien jaar in Noorwegen, en kwam nu op voor het handhaven van de IJslandse nationale soevereiniteit, en was tegen een mogelijke toetreding van IJsland bij de Europese Unie.
- Herdís Þorgeirsdóttir: de advocate en professor rechten aan de Universiteit van Bifröst, maakte haar kandidatuur bekend op 30 maart.
- Þóra Arnórsdóttir: de journaliste en tv-presentatrice gaf op 4 april aan dat ze zou deelnemen aan de presidentsverkiezingen.
- Andrea Jóhanna Ólafsdóttir: de voorzitster van Hagsmunasamtök Heimilanna, een niet-gouvernementele organisatie, stelde zich op 2 mei kandidaat voor de presidentsverkiezingen.

## Verkiezingscampagne
Zittend president Ólafur Ragnar Grímsson kreeg heel wat kritiek te verwerken van tegenkandidaten vanwege zijn poging om een nieuw mandaat in de wacht te slepen. Vele opponenten verwijten hem de financiële crisis die het land sinds 2010 teistert. Grímsson op zijn beurt startte een campagne tegen Þóra Arnórsdóttir. De zittende president waarschuwde dat zij een gevaar zou betekenen voor het land en dat ze willoos de beslissingen van de regering zou accepteren, vooral in termen van buitenlands beleid. Grímsson was ook tegen een mogelijk IJslands toetreden tot de Europese Unie, iets waar Jóhanna Sigurðardóttir, de toenmalige IJslandse premier, hevig voorstander van was. De president van IJsland verweet ook de IJslandse media Arnórsdóttir een voorkeursbehandeling te geven in termen van zendtijd.
Þóra Arnórsdóttir onderbrak haar verkiezingscampagne begin mei om te bevallen. Nadien hervatte ze haar aanval op de zittende president. Arnórsdóttir was van mening dat het presidentschap terug moest keren naar de meer ceremoniële rol die het had in de voorbije decennia. In 2010 en 2011 gebruikte Grímsson zijn recht om wetten met een veto tegen te houden immers twee keer. Voordien had geen enkele president ooit gebruikgemaakt van dit constitutioneel voorrecht.

## Uitslag
| Kandidaat                  | Stemmen | Percentage |
| -------------------------- | ------- | ---------- |
| Ólafur Ragnar Grímsson     | 84.036  | 52,78 %    |
| Þóra Arnórsdóttir          | 52.795  | 33,16 %    |
| Ari Trausti Guðmundsson    | 13.762  | 8,64 %     |
| Herdís Þorgeirsdóttir      | 4.189   | 2,63 %     |
| Andrea Jóhanna Ólafsdóttir | 2.867   | 1,80 %     |
| Hannes Bjarnason           | 1.556   | 0,98 %     |
| Totaal (opkomst: 69,32 %)  | 159.205 | 100 %      |